# Final de la Copa Mundial de Clubes de la FIFA 2007
La final de la Copa Mundial de Clubes 2007 se disputó el 16 de diciembre de 2007, en el Estadio Internacional de Yokohama, Japón. Los dos ganadores de los partidos de semifinales, Boca Juniors y AC Milan, se enfrentaron en un único partido que coronó al nuevo campeón del mundo, siendo el equipo italiano quien venció a su rival por 4-2.
|                | vs. |         |
| Boca Juniors 2 | vs. | Milan 4 |
| -------------- | --- | ------- |

## Antecedentes
Esta final enfrentó a los dos equipos más ganadores a nivel internacional: ambos poseen 17 títulos internacionales. Aunque ninguno antes habían jugado esta competición, poseen mucha experiencia en la Copa Intercontinental, y junto con el Real Madrid español, y los uruguayos Peñarol y Nacional, son los máximos campeones de aquella competencia con tres títulos. También se le puede sumar el São Paulo brasileño, considerando que ganó dos y el Mundial de 2005.

### Club Atlético Boca Juniors
Boca Juniors, fundado en 1905 jugó su primera Copa Intercontinental en 1977 tras ganar la Copa Libertadores de ese mismo año. Enfrentándose al Borussia Mönchengladbach alemán, en el partido de ida en la La Bombonera empató 2-2 pero en Wildparkstadion ganó 0-3 conquistando su primer título. Al año siguiente, volvió a cononarse campeón de su confederación pero la competencia no se disputó porque el Liverpool inglés no quiso viajar a Argentina por cuestiones de seguridad por algunos conflictos extra-deportivos entre ambos países.
Más de dos décadas más tarde volvió a jugarla, más precisamente en el año 2000, cuando era dirigido por Carlos Bianchi. Para entonces la competencia se disputaba en Japón y la ganó tras vencer al Real Madrid español por 1-2 con goles de Martín Palermo. En la edición del año siguiente volvió a participar pero perdió 1-0 contra el Bayern de Múnich alemán. Finalmente, dos años después realizó su más reciente participación ganándole al Milan por penales tras empatar 1-1.

### Associazione Calcio Milan
AC Milan fue fundado en 1899 y jugó la intercontinental siete veces. Hizo su debut en 1963 contra el Santos brasileño. En el partido de ida los italianos ganaron 4-2 pero en el de vuelta perdieron por el mismo resultado, entonces se realizó un partido de desempate en el Estadio Maracaná, que fue ganado 1-0 por el Santos. Seis años después volvió a jugar contra el club argentino Estudiantes. En su país ganó 3-0 y de visita perdió 2-1, resultado que coronó al equipo milanista por primera vez campeón del mundo.
En 1989 y en 1990, dirigido por Arrigo Sacchi, disputó otras dos copas: las dos las ganó, la primera 1-0 contra el Atlético Nacional colombiano, y la segunda 3-0 contra el conjunto paraguayo Olimpia. También en 1993 y 1994, dirigido por Fabio Capello jugó dos torneos consecutivamente, pero esta vez fueron dos derrotas: 2-3 contra el São Paulo brasileño y 0-2 contra el equipo argentino Vélez Sársfield. Su última actuación fue cuatro años atrás contra Boca.

### Enfrentamientos previos
Se enfrentaron previamente en la ya mencionada Copa Intercontinental 2003 en el mismo estadio Yokohama, donde el conjunto argentino se impuso por penales después de haber empatado 1-1. Los goles los marcaron Jon Dahl Tomasson por el conjunto milanés y Matías Donnet por el lado xeneize. En esta final, el equipo sudamericano cuenta con solo dos de los jugadores que integraron ese plantel: Fabián Vargas y Sebastián Battaglia, solo este último fue titular. En cambio, el conjunto europeo conserva más jugadores: Dida, Cafú, Paolo Maldini, Alessandro Nesta, Clarence Seedorf, Gennaro Gattuso, Kaká, Andrea Pirlo y Serginho son los jugadores rossoneri que participaron de aquella final perdida.

Quiero con fuerza ese trofeo, yo no participé de la secuencia de penales que definió la final de 2003 con Boca, porque había sido reemplazado 10 minutos antes, pero tengo bien presente la decepción que nos dio esa derrota.
Kaká, sobre volver a enfrentar a Boca Juniors en esta final.

### Cómo llegan
Ambos equipos clasificaron al mundial de clubes tras ganar sus respectivas confederaciones: AC Milan ganó 2-1 contra Liverpool y Boca Juniors le ganó a Grêmio 3-0 de local y 0-2 en Brasil. Pero ambos equipos cambiaron en la segunda mitad del año, el equipo argentino perdió a su estrella Juan Román Riquelme quien tuvo que regresar al Villareal porque estaba a préstamo, y el italiano no se encontraba muy bien posicionado en la liga de su país.
Boca Juniors, en el Torneo Apertura 2007 arrancó con solo un punto en los dos primeros partidos, empatando contra Rosario Central y perdiendo contra Argentinos Juniors. Aunque volvió al triunfo, estuvo siempre debajo de Independiente en la tabla de puntos a pesar de haberle ganado 2-3. Su mejor partido fue la goleada por 0-6 contra Banfield en la fecha 9. A pesar de perder 2-0 contra su rival River Plate en la fecha 13, se mantuvo con chances de lograr el título hasta que perdió contra Arsenal y Tigre, ambos por 2-1. En el último partido, ya sin chances empató 1-1 con Lanús, campeón del torneo, quedando en la cuarta posición con 31 puntos. Además, en el ámbito internacional, quedó eliminado en los octavos de final de la Copa Sudamericana 2007 contra el São Paulo.
AC Milan por su parte, está disputando la Serie A 2007/08 y hasta viajar a Japón realizó una campaña muy irregular, con solo 18 puntos en trece partidos. Comenzó la temporada con una goleada por 0-3 contra el Genoa, pero luego obtuvo tres empates consecutivos y en la fecha 5 perdió 2-1 contra el Palermo en un partido que había empezado ganando. Luego de empatar 1-1 contra el Catania se repuso en la goleada por 1-5 contra la Lazio en la séptima fecha. Pero después obtuvo dos derrotas consecutivas contra el Empoli y la Roma. Tan dispareja es su temporada, que volvió a golear, esta vez 5-0 contra la Sampdoria pero volvió a empatar contra el Torino 0-0. La jornada número 12 no la disputó por los incidentes en el partido entre Inter de Milán y SS Lazio en la ciudad de Milán donde murió un hincha del club romano. Sus dos últimos partidos antes de disputar el mundial de clubes fueron una victoria 1-2 contra el Cagliari y un empate sin goles ante la Juventus. Los malos resultados a nivel local no se reflejan en la Liga de Campeones de la UEFA 2007-08, ya que clasificó a la segunda fase tras quedar en el primer puesto de su grupo con 13 puntos.

## Desarrollo
El partido comenzó con un Boca Juniors que salió al ataque y presionaba al conjunto milanés, llegando más al área rival pero solo lo hacía con centros, su contraparte llegaba menos pero era peligroso. El partido estaba parejo hasta que a los 21 minutos, tras un pase mordido de Kaká, Filippo Inzaghi dio un derechazó preciso que superó a Mauricio Caranta marcando el primer gol. Pero un minuto después, con un centro preciso de Claudio Morel Rodríguez, Rodrigo Palacio marcó el empate de cabeza. Durante el primer tiempo, Boca dominó más pero no fue decisivo en el área rival.
Pero el segundo tiempo fue muy diferente, ya en el primer tiro libre para el conjunto italiano al minuto 50, con un centro de Andrea Pirlo y después de rebotes en el área, Alessandro Nesta marcó el segundo con un potente remate. Esto hizo que su rival saliera decidido a buscar el empate, y casi lo logra con un potente remate de Hugo Ibarra que impactó en el palo. Pero el conjunto azul y oro dejó muchos espacios en el fondo que fueron muy bien aprovechados por Kaká: a los 61 minutos el brasilero entró en área, eludió a los defensores y con suave toque depositó el balón en el arco. A los 71, tras otro desborde de él, nuevamente Inzaghi definió el partido marcando el cuarto gol. Seis minutos después, Kakha Kaladze vio la tarjeta roja directa y los rossonoeri se quedaron con diez jugadores. A los 85 minutos se logró el descuento con un gol en contra de Massimo Ambrosini, tras un tiro de Pablo Ledesma, acto que fue intrascendente para la victoria milanista como la expulsión que sufrió este mismo jugador a dos minutos del final. El árbitro marcó el vientre del campo cuando el reloj marcaba los 93 minutos de juego, así el equipo europeo se coronó campeón mundial por cuarta vez obteniendo su decimoctavo título internacional, uno más que el subcampeón que terminó por contar con uno menos.

## Ficha del partido
| 12         | POR        | Mauricio Caranta        |     |
| 4          | DEF        | Hugo Ibarra             |     |
| 20         | DEF        | Jonatan Maidana         |     |
| 29         | DEF        | Gabriel Paletta         |     |
| 3          | DEF        | Claudio Morel Rodríguez |     |
| 15         | MED        | Álvaro González         | 68' |
| 5          | MED        | Sebastián Battaglia     |     |
| 24         | MED        | Éver Banega             |     |
| 19         | MED        | Neri Cardozo            | 68' |
| 14         | DEL        | Rodrigo Palacio         |     |
| 9          | DEL        | Martín Palermo          |     |
| Entrenador | Entrenador | Miguel Ángel Russo      |     |

| 1          | POR        | Dida              |     |
| 3          | DEF        | Paolo Maldini     |     |
| 4          | DEF        | Kakha Kaladze     |     |
| 13         | DEF        | Alessandro Nesta  |     |
| 25         | DEF        | Daniele Bonera    |     |
| 8          | MED        | Gennaro Gattuso   | 65' |
| 21         | MED        | Andrea Pirlo      |     |
| 23         | MED        | Massimo Ambrosini |     |
| 10         | MED        | Clarence Seedorf  | 87' |
| 22         | MED        | Kaká              |     |
| 9          | DEL        | Filippo Inzaghi   | 76' |
| Entrenador | Entrenador | Carlo Ancelotti   |     |

| 8  | MED | Pablo Ledesma   | 68' |
| 11 | DEL | Leandro Gracián | 68' |

| 5  | MED | Emerson          | 65' |
| 2  | DEF | Cafú             | 76' |
| 32 | DEL | Cristian Brocchi | 87' |

| Anotado                 | 22' | Rodrigo Palacio   | 1-1 |
| Anotado · Gol en contra | 85' | Massimo Ambrosini | 2-4 |

| Anotado | 21' | Filippo Inzaghi  | 0-1 |
| Anotado | 50' | Alessandro Nesta | 1-2 |
| Anotado | 61' | Kaká             | 1-3 |
| Anotado | 71' | Filippo Inzaghi  | 1-4 |

| Amonestado | 40' | Hugo Ibarra         |
| Amonestado | 55' | Sebastián Battaglia |
| Amonestado | 73' | Gabriel Paletta     |

| Amonestado | 22' | Massimo Ambrosini |
| Amonestado | 62' | Kaká              |

| Expulsado | 88' | Pablo Ledesma |

| Expulsado | 77' | Kakha Kaladze |

| Árbitro             | Marco Rodríguez |
| Árbitros asistentes | José Camargo    |
| Árbitros asistentes | Pedro Rebollar  |
| Cuarto árbitro      | Mark Shield     |

| 12         | POR        | Mauricio Caranta        |     |
| 4          | DEF        | Hugo Ibarra             |     |
| 20         | DEF        | Jonatan Maidana         |     |
| 29         | DEF        | Gabriel Paletta         |     |
| 3          | DEF        | Claudio Morel Rodríguez |     |
| 15         | MED        | Álvaro González         | 68' |
| 5          | MED        | Sebastián Battaglia     |     |
| 24         | MED        | Éver Banega             |     |
| 19         | MED        | Neri Cardozo            | 68' |
| 14         | DEL        | Rodrigo Palacio         |     |
| 9          | DEL        | Martín Palermo          |     |
| Entrenador | Entrenador | Miguel Ángel Russo      |     |

| 1          | POR        | Dida              |     |
| 3          | DEF        | Paolo Maldini     |     |
| 4          | DEF        | Kakha Kaladze     |     |
| 13         | DEF        | Alessandro Nesta  |     |
| 25         | DEF        | Daniele Bonera    |     |
| 8          | MED        | Gennaro Gattuso   | 65' |
| 21         | MED        | Andrea Pirlo      |     |
| 23         | MED        | Massimo Ambrosini |     |
| 10         | MED        | Clarence Seedorf  | 87' |
| 22         | MED        | Kaká              |     |
| 9          | DEL        | Filippo Inzaghi   | 76' |
| Entrenador | Entrenador | Carlo Ancelotti   |     |

| 8  | MED | Pablo Ledesma   | 68' |
| 11 | DEL | Leandro Gracián | 68' |

| 5  | MED | Emerson          | 65' |
| 2  | DEF | Cafú             | 76' |
| 32 | DEL | Cristian Brocchi | 87' |

| Anotado                 | 22' | Rodrigo Palacio   | 1-1 |
| Anotado · Gol en contra | 85' | Massimo Ambrosini | 2-4 |

| Anotado | 21' | Filippo Inzaghi  | 0-1 |
| Anotado | 50' | Alessandro Nesta | 1-2 |
| Anotado | 61' | Kaká             | 1-3 |
| Anotado | 71' | Filippo Inzaghi  | 1-4 |

| Amonestado | 40' | Hugo Ibarra         |
| Amonestado | 55' | Sebastián Battaglia |
| Amonestado | 73' | Gabriel Paletta     |

| Amonestado | 22' | Massimo Ambrosini |
| Amonestado | 62' | Kaká              |

| Expulsado | 88' | Pablo Ledesma |

| Expulsado | 77' | Kakha Kaladze |

| Árbitro             | Marco Rodríguez |
| Árbitros asistentes | José Camargo    |
| Árbitros asistentes | Pedro Rebollar  |
| Cuarto árbitro      | Mark Shield     |

| Estadísticas      |     |     |
| Tiros             | 17  | 14  |
| Tiros a puerta    | 9   | 7   |
| Faltas            | 22  | 14  |
| Saques de esquina | 5   | 2   |
| Penaltis          | 0   | 0   |
| Fueras de juego   | 4   | 3   |
| Posesión de balón | 49% | 51% |

|                                                                       |
| Bandera de Italia                                                     |
| Campeón AC Milan                                                      |
| 1.er título 4.to título mundial considerando la Copa Intercontinental |

## Comentarios después del Partido
Naturalmente, estoy muy contento. Este triunfo es un broche de oro a un viaje largo y complicado. Siempre hemos mantenido la confianza en nuestras posibilidades. En la primera parte, el juego ha estado muy igualado y los dos equipos han creado ocasiones de gol. El 2-1 al principio de la segunda mitad supuso un punto de inflexión a nuestro favor. Hoy hemos desplegado un juego muy ofensivo, que al final ha dado sus frutos. Kaká ha vuelto a demostrar por qué ha sido elegido mejor futbolista del año en Europa. Tardaremos mucho en olvidar este éxito. Este maravilloso título significa mucho para nosotros, y nos hace superar por completo la decepción que supuso la derrota contra Boca en 2003. Esperemos que esta victoria nos ayude a remontar el vuelo en la Serie A.
Carlo Ancelotti.

Estoy rebosante de felicidad. Es un sueño haber conseguido con el Milan el título en la Copa Mundial de Clubes de la FIFA. Boca es un gran equipo, y en la primera parte nos han puesto las cosas muy difíciles. Por suerte, en el segundo tiempo pudimos demostrar nuestra valía al máximo. Estamos muy satisfechos de haber podido brindar este triunfo a nuestros aficionados
Kaká

En la primera parte no hubo un dominio claro por parte de ninguno de los dos equipos, el juego estuvo muy igualado. Sin embargo, el gol que puso al Milan por delante al principio de la segunda parte dio un giro radical al partido. Aun así, estoy satisfecho con la actuación de mis jugadores, y creo que han hecho un buen partido. Hoy han sido los pequeños detalles los que han decidido el encuentro. Hemos dejado demasiados espacios al Milan, y sus jugadores han estado acertadísimos de cara a gol. Kaká es un jugador excepcional que aprovecha al máximo los espacios libres gracias a su increíble velocidad. Puede decirse que en el partido de hoy él ha sido el hombre desequilibrante. Por nuestra parte, no hemos sabido buscar en la cancha todos los objetivos que nos habíamos planteado. Pero no debemos bajar la cabeza, la vida sigue y esperamos regresar a Japón el próximo año
Miguel Ángel Russo